# Матвеев, Вадим Григорьевич
Вади́м Григо́рьевич Матве́ев (21 июня 1923, Крымская АССР — 19 октября 1978, Петровка, Крымская область) — советский комбайнёр. Герой Социалистического Труда (1952).

## Биография
Вадим Матвеев родился 21 июня 1923 года в Крымской АССР.
В 1944 году, после того как Крым был освобождён от немецко-фашистских оккупантов, работал комбайнёром на Чкаловской машинно-тракторной станции в Тельманском (позже Красногвардейском) районе Крымской области.
В 1951 году на комбайне «Сталинец-6» во время уборочной намолотил за 25 дней 8077 центнеров зерна.
17 мая 1952 года указом Президиума Верховного Совета СССР за достижение высоких показателей на уборке и обмолоте зерновых и масличных культур и семян трав в 1951 году получил звание Героя Социалистического Труда с вручением ордена Ленина и золотой медали «Серп и Молот».
С 1958 года, после того как МТС была расформирована, работал главным инженером в колхозе «Дружба народов», чья центральная усадьба располагалась в селе Петровка Красногвардейского района.
Жил в Петровке.
Был награждён орденом Трудового Красного Знамени (21 августа 1953) и медалями, в том числе «За трудовое отличие» (6 августа 1949).
Трагически погиб 19 октября 1978 года. Похоронен на Петровском сельском кладбище.